# خوسيه هرنانديز (لاعب كرة قدم فنزويلي)
خوسيه هرنانديز (بالإسبانية: José Rafael Hernández) (26 يونيو 1997 بكاراكاس في فنزويلا - ) هو لاعب كرة قدم فنزويلي في مركز الدفاع.

## وصلات خارجية
- خوسيه هرنانديز على موقع الدوري الأمريكي (الإنجليزية)
- خوسيه هرنانديز على موقع قاعدة بيانات كرة القدم.إي يو (الإنجليزية)
- خوسيه هرنانديز على موقع Soccerway.com (الإنجليزية)
- خوسيه هرنانديز على موقع عالم كرة القدم.نت (الإنجليزية)